# Rajmund
Rajmund – imię męskie pochodzenia germańskiego. Znaczy „ten, który jest pod osłoną losu”.
Forma żeńska: Rajmunda
Odpowiedniki w innych językach:
- łacina – Raymundus
- język angielski – Raymond
- język niemiecki – Raimund
- język francuski – Raymond
- język hiszpański – Ramón
- język niderlandzki – Ramon, Ramondy
- język włoski – Raimondo
- język litewski – Rajmundas

Rajmund imieniny obchodzi 7 stycznia, 23 stycznia, 29 maja, 21 czerwca, 31 sierpnia i 5 października.
Znane osoby noszące imię Rajmund:
- Rajmund Maksymilian Maria Kolbe
- Rajmund II
- Rajmund III
- Rajmund-Roupen – książę Antiochii
- Rajmund z Penyafort
- Rajmund z Fitero – św. Rajmund Sierra, (zm. 1163) – aragoński cysters
- Rajmund z Poitiers
- Rajmund IV z Tuluzy
- Rajmund Andrzejczak – generał WP
- Rajmund Baczyński
- Rajmund Jarosz – prezydent miasta Drohobycza
- Rajmund Jarosz – aktor
- Rajmund Kaczyński
- Rajmund Kanelba
- Rajmund Lullus
- Rajmund Moric
- Rajmund Niwiński
- Rajmund Rembieliński